# Scarabaeus opacipennis
Scarabaeus opacipennis là một loài bọ cánh cứng trong họ Bọ hung (Scarabaeidae).